# Margret Storck
 (avril 2019).
Pour les articles homonymes, voir Storck.
Margret Storck, née le 30 août 1954 à Brême, est une artiste peintre et photographe allemande. 
Elle vit et travaille en France depuis 1989[réf. nécessaire].

## Biographie
Margret Storck est née à Brême en 1954. Après un baccalauréat à l'École technique supérieure de dessin en 1973, elle étudie l'architecture à l'Académie des Beaux-Arts de Brême (Hochschule für Künste Bremen), puis le graphisme et le design. Elle étudie ensuite la peinture avec le professeur Rolf Thiele. En 1979, l'artiste Axel Knopp lui propose de participer à la Sixième Biennale Internationale de l'impression à Bradford, en Angleterre, où elle reçoit le Young Printmaker Prize pour sa sérigraphie Tine[réf. nécessaire]. En 1980, elle est diplômée en peinture. En 1981, elle reçoit le prix de sa ville natale en faveur de la promotion des beaux-arts (Bremer Förderpreis für Bildende Kunst) pour ses peintures acryliques en grand format[réf. nécessaire]. Ses œuvres ont été acquises par l'Altes Museum de Berlin (Alte Museum), par le Sénat de la ville de Brême (Senat der Freien Hansestadt Bremen et sont également dans des collections privées.
En 1985, elle s'installe à Berlin avec son compagnon Günther Roeder (de). Quatre ans plus tard, tous deux déménagent en Provence. Depuis Margret Storck vit et travaille à Sablet dans le Vaucluse.

## Œuvres

### Peinture et photographie
Dès 1979, Margret Storck est sélectionnée pour le prix des beaux-arts de Brême qu'elle reçoit en 1981. Elle a tout d'abord travaillé la photographie en noir et blanc qui sert de modèle à sa peinture, puis dans les années 1990 la photographie couleur devient un autre moyen d'expression artistique, grâce notamment, aux développements techniques des appareils numériques.

### Coopérations
En 1980, Margret Storck est l'un des membres fondateurs de GAK Gesellschaft für Aktuelle Kunst (de) (Société d'Art Contemporain) et rejoint le groupe d'artistes N.N. Alors qu'elle est étudiante, elle participe à des expositions de ce groupe avec Hartmut Neumann (de), Thomas Hartmann (de) et Uwe Oswald (de). Elle est également active dans le village viticole de Sablet, dans le sud de la France, où elle a développé avec Claude Berard des concepts d'exposition pour la peinture et le travail photographique dans divers espaces. Les événements Sixtrace et Vendanges photographiques ont présenté de 2014-2017 des peintures et photographies d'artistes allemands (Günther Roeder, Rolf Wienbeck) et français. En 2011, elle forme le groupe Fictions de Femmes avec Christiane Ponçon, Lydia Rump et Françoise Vadon[réf. nécessaire].

## Expositions individuelles (sélection)
- 1986 : ShowRoom Kitsune – Berlin /Allemagne
- 1999 : Galerie im Park - Brême / Allemagne[2]
- 2014 : Kühne Lage - Hambourg / Allemagne
- 2014 : Sixtrace - Sablet / France[3]
- 2015 : Schwedenschanze - Höhbeck / Allemagne
- 2015 : Lit (Maison de la Littérature) – Hambourg / Allemagne[4]
- 2019 : Reinmetall - Düsseldorf / Allemagne

## Expositions collectives (sélection)
- 1981 : 1re Exposition d’Art de Brême, Société d'Art Contemporain de Brême. Brême / Allemagne[5]
- 1982 : 2e Exposition d’Art de Brême, Société d'Art Contemporain de Brême. Brême / Allemagne[6]
- 1982 : Galerie Gruppe Grün - avec Inge van Haastert. Brême / Allemagne[7]
- 1983 : Palais des Arts Bremerhaven - Exposition jeunes artistes de Brême. Bremerhaven / Allemagne[8]
- 2001 : 5e Triennale Internationale de la Photo. Esslingen / Allemagne[9]
- 2009 : 15e Parcours de l'Art, Avignon / France[10]
- 2011 : Cloître des Cordeliers, Fictions des femmes - Tarascon / France[11]
- 2016 : Espace Culturel – Gigondas / France
- 2017 : Studio UM - Avignon / France
- 2017 : Ateliers d’Artistes - Villeneuve-les-Avignon / France
- 2018 : Traverseés - Sablet / France[12]
- 2019 : Chapelle des Pénitents, Gordes / France
- 2019 : Espace Culturel - La Langue des Cigognes, avec Per Gulden, Gigondas
- 2020 : La Baume des Pèlerins - Monuments de Provence, mit Günther Roeder (Maler), Per Gulden, Rolf Wienbeck - Sablet
- 2022 : La Baume des Pèlerins - The eye of Wonder, avec 14 Artistes de France, Allemagne, Italie et les Etats-Unies - Sablet
- 2023 : Kunstverein Pritzwalk - Le propre et l'étranger, avec Per Gulden - Pritzwalk, Allemagne
- 2023 : Museum Marc Deydier - Cucuron